# Silicate de calcium
Silicate de dicalcium, orthosilicate de calcium
Pour les articles homonymes, voir Silicate de calcium (homonymie).
Le silicate de dicalcium, également appelé orthosilicate de calcium, silicate dicalcique ou plus communément silicate de calcium, est un composé de formule Ca2SiO4 (ou 2CaO·SiO2).
On l'obtient, accompagné d'autres silicates du calcium, par réaction de la chaux et de la silice. Il se présente alors sous la forme d'une poudre blanche de faible densité, qui absorbe facilement l'eau.
On utilise le silicate de calcium pour construire des routes et fabriquer des isolants, des briques et des tuiles. On l'emploie aussi comme agent anticoagulant et antiacide ; sous forme de poudre fluide provenant du calcaire et des diatomées, on ne lui connaît pas d'effets néfastes pour la santé.

## Isolation haute température
Le silicate de calcium est utilisé pour l'isolation thermique de la tuyauterie industrielle et des équipements thermiques. Contrairement au monde anglo-saxon, il est peu utilisé en Europe qui préfère les laines minérales dont la laine de roche.

## Anti-feu passif
Le silicate de calcium est l'un des produits les plus populaires en Europe. Les Américains du Nord utilisent, quant à eux, du crépi au plâtre. Le silicate de calcium ne résiste pas à l'eau. Cependant, des plaques traitées à la silice sont disponibles pour les milieux humides.

## Additif alimentaire
Le silicate de calcium est autorisé comme additif alimentaire sous le numéro E552. C'est un anti-agglomérant.